# Campanha no Deserto Sírio (Maio–Julho de 2017)

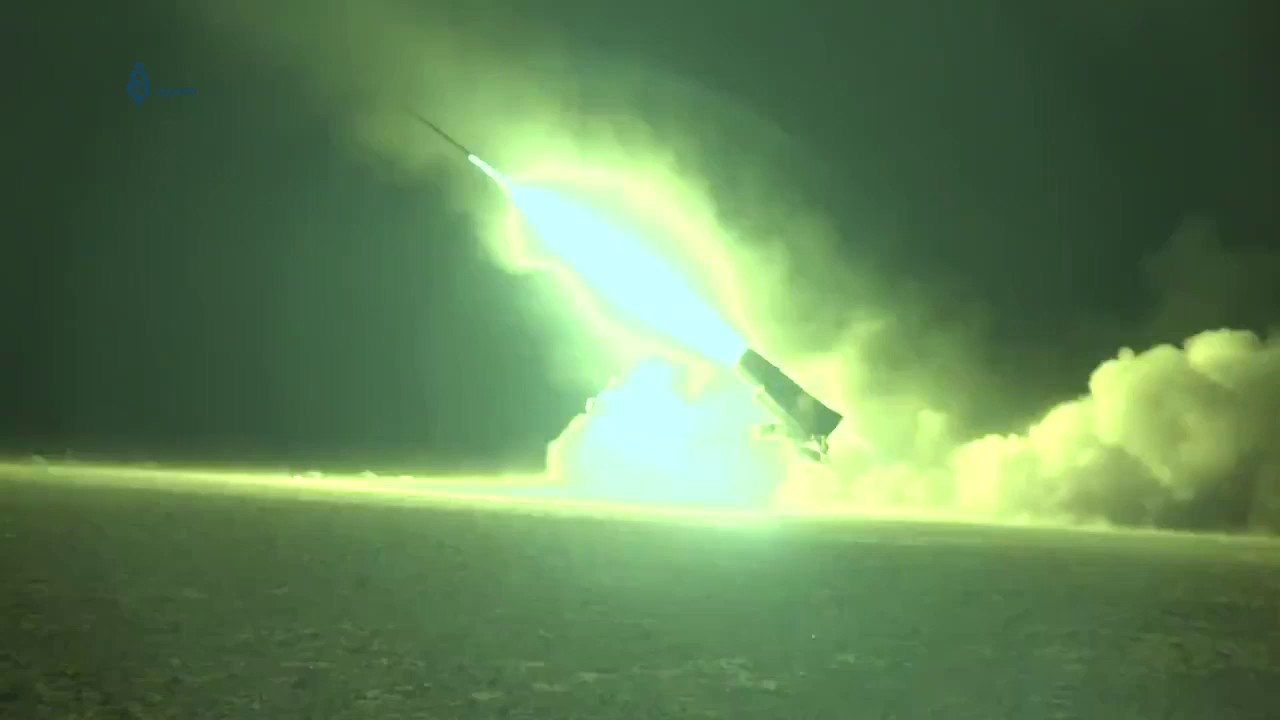
Um BM-21 Grad do governo sírio disparando contra posições rebeldes.

A Campanha no Deserto Sírio (Maio-Julho de 2017) fo uma operação militar do exército sírio que inicialmente começou pela estrada de Damasco para a fronteira com o Iraque contra forças rebeldes durante a Guerra Civil da Síria. O primeiro objectivo pretendido foi capturar a estrada e a fronteira de al-Tanf, garantindo assim a zona rural de Damasco de um potencial ataque rebelde. Mais tarde, várias outras frentes foram abertas como parte da operação em todo o deserto, bem como a operação "Grande Amanhecer" contra o Estado Islâmico com o objectivo de reabrir a estrada Damasco-Palmira e se preparar para uma ofensiva em direcção a Deir ez-Zor.
Os Estados Unidos e o Reino Unido operaram desde 2016 e instalaram um centro de treinos em al-Tanf (Guarnição de al-Tanf), com as suas Forças especiais treinado um grupo rebelde sírio conhecido como o Comando do Exército Revolucionário. A guarnição foi reforçada em Maio, e depois expandiu-se em Junho de 2017, com armas ofensivas americanas mais avançadas, como os lançadores de foguete múltiplo HIMARS a serem implantados na guarnição. Em várias ocasiões, durante a ofensiva de tropas e milícias pró-governamentais sírias, as forças dos EUA atingiram aqueles que foram oficialmente ditos terem sido "ataques de autodefesa".

## A ofensiva

### Avanços na estrada Damasco-Bagdade
Em 7 de maio de 2017, o Exército Árabe Sírio (EAS), liderado pelo 5.º Corpo, e milícias apoiadas pelo Irão lançaram um ataque ao Exército Livre da Síria (ELS) na área de Sabaa Biyar, na província de Homs. No dia seguinte, o Exército Sírio avançou cerca de 45 quilómetros e capturou vários locais a leste da Base de Al-Seen no avanço, incluindo: o ponto de controlo de Zaza, as Montanhas Sabihiyah e a área de Sabaa Biyar. O avanço lhes deu controlo de fogo sobre esta região rural.
O ELS começou uma contra-ofensiva em 9 de maio com o objectivo pretendido de recuperar essas áreas, bem como as grandes montanhas com vista para a estrada de Bagdade-Damasco. O comandante dos Leões do Exército de Leste, Tlas al-Salama, afirmou que os aviões de guerra das Forças Armadas Sírias atingiram os avanços rebeldes perto da fronteira sírio-jordana, após o qual o seu grupo disparou mísseis para o aeroporto de Khalhala. No final do dia, os rebeldes recuperaram o ponto de controlo de Zaza, mas não conseguiram voltar a entrar na área de Sabaa Biyar.
Em 10 de maio, confrontos recomeçaram na área de Zaza e, dois dias depois, o EAS recuperou o ponto de controlo de Zaza, bem como as montanhas Sabihiyah. Na tentativa de contrariar os avanços do exército, os rebeldes dispararam dezenas de foguetes GRAD em posições do exército. Em retaliação, a Força Aérea da Síria atingiu membros do ELS e a sua sede na fronteira de al-Tanf e, em 12 de maio, as milícias xiitas iraquianas lançaram uma ofensiva do leste para expulsar os rebeldes da região do deserto.
Na noite entre 14 e 15 de maio, reforços pró-governo chegaram à área, incluindo milícias xiitas iraquianas. Os reforços estavam concentrados na cidade de Biyar Al-Saba. Mais tanques do exército, bem como mísseis terra-ar, foram aproximados da linha de frente. Neste ponto, as forças governamentais estavam entre 24 e 100 quilómetros de al-Tanf. Enquanto isso, as forças especiais dos EUA e do Reino Unido chegaram ao cruzamento da fronteira para ajudar os rebeldes em sua contínua ofensiva em direção a Deir ez-Zor, controlada pelo Estado Islâmico do Iraque e do Levante (EIIL).
Em 18 de maio, as Forças de Defesa Nacional, ao lado das 5.ª e 7.ª Divisões Blindadas do Exército Sírio, avançaram 35 quilómetros para as áreas de rebeldes na província oriental de Sueida. Enquanto isso, as forças governamentais estavam explorando para ver o quão perto eles podiam chegar à localidade de al-Tanf e chegaram a posições a cerca de 27 quilómetros da cidade, quando a principal parcela das suas tropas que estavam avançado foi atingida por ataques aéreos da Coligação liderados pelos Estados Unidos. De acordo com um oficial de defesa dos EUA, antes dos ataqu<es serem realizados, as tropas do governo foram avisadas de que estavam chegando muito perto das forças da Coligação guarnecidas em al-Tanf, mas não responderam. De acordo com os EUA, quatro ou cinco veículos foram destruídos, incluindo um tanque e duas escavadoras.  Nestes ataques da Coligação, foram mortos oito soldados sírios.
No dia seguinte, apesar dos ataques aéreos da Coligação norte-americana, as forças pró-governo capturaram a junção de Zarqa perto de al-Tanf. O Exército também enviou mais reforços para a rodovia. Enquanto isso, as milícias pró-governamentais apoiadas pelo Irão avançaram para o sul da área do leste de Qalamoun, ocupada pelo governo, no dia 19, conquistando território de rebeldes apoiados pelos EUA em Badia.

### Avanço ao longo da fronteira com a Jordânia
Em 20 de maio, o Exército sírio, ao lado de seus aliados paramilitares, capturou parte da parte oriental da província de Sueida, com destaque, a área de al-Zuluf. No dia seguinte, as forças do governo avançaram e capturaram vários locais no deserto do sul da Síria. Em resposta aos avanços do governo, os grupos do ELS na área lançaram uma operação chamada "Vulcão de Badia" para combater as forças pró-governo.
Em 22 de maio, o EAS capturou a área de Al-Rahbeh, a 25 quilómetros a norte da barragem de Zuluf, sem conflitos directos, excepto por um duelo de artilharia. Assim, o EAS estava a 30 quilómetros de cortar uma área grande, escassamente povoada e rebelde na zona rural a sul de Damasco. Além disso, durante a última semana, o exército sírio conseguiu garantir 70 quilómetros da fronteira sírio-jordana. No final do dia, o Exército Sírio alcançou posições a seis quilómetros a sul do recém-capturado Batalhão de Pesquisa Científica, enquanto outras forças avançaram a leste da barragem de Zuluf. Esses avanços levaram o EAS a cercar completamente e cortar as forças rebeldes na região sudeste da província de Damasco dos seus companheiros em Al-Tanf e ao redor de Al-Tanf. As forças governamentais pareciam usar armas avançadas russas e foram apoiadas por helicópteros russos, um relatório reconhecido em 26 de maio pelo canal do Ministério da Defesa da Rússia.

### Reabertura da estrada Damasco-Palmira
Em 23 de maio, o Exército Sírio abriu uma nova frente de 100 quilómetros contra o EIIL, com a intenção de abrir a rodovia Damasco-Palmira e evitar que os rebeldes apoiados pelos EUA se liguem aos aliados nas montanhas do leste de Qalamoun. As forças governamentais capturaram rapidamente mais de 1.200 quilómetros quadrados de território, incluindo numerosas colinas e aldeias ao EIIL. No dia seguinte, o EAS fez um avança para o sul e leste de Palmira, capturando vários locais, incluindo campos de gás Abtar e Arak. Isso trouxe o número total de frentes abertas como parte da operação para limpar o deserto sírio de rebeldes e do EIIL a seis.
Em 25 de maio, o EAS capturou meia dúzia de localidades, preparando o caminho para a reabertura da estrada Damasco-Palmira no dia seguinte.

### Exército Sírio alcança a fronteira iraquiana
Em 30 de maio, o EAS, ao lado das Forças de Defesa Nacional e das unidades paramilitares iraquianas, capturou a área de Helba na província de Homs, no sudeste, chegando a 50 km da fronteira com o Iraque. No dia seguinte, grupos da ELS lançaram uma contra-ofensiva denominada Operação "Esta é a Nossa Terra" e lançaram diversos foguetes BM-21 Grad nas forças governamentais. Os rebeldes alegaram ter quebrado as primeiras linhas de defesa do governo perto do ponto de controlo de Zaza. Em resposta, as Forças Aéreas da Síria e da Rússia realizaram ataques aéreos contra os rebeldes.
Em 3 de junho, o Exército Sírio capturou várias posições ao longo da estrada, a seis quilómetros a oeste de Arak. Três dias depois, o EAS afirmou ter capturado três áreas ao EIIL a sul de Palmira, criando as condições para um avanço simultâneo para a estação de bombeamento T3 e Arak.
Entretanto, a 6 de junho, o Exército Sírio capturou a colina de Tal Al-Abd juntamente com alguns pontos adjacentes, colocando-os assim perto da área de Dawkah, enquanto a USAF havia atingido forças pró-governo a 40 quilómetros da área de treino dos EUA-Reino Unido em al-Tanf no início do dia. As forças dos EUA disseram que as forças do governo constituíam uma ameaça para os combatentes apoiados pelos EUA e as tropas aliadas com base na área de treino da Coligação em al-Tanf. No dia seguinte, os aliados do governo sírio ameaçaram ataques de retaliação no caso de novas ataques dos EUA nas forças da Síria.
Em 7 de junho, as forças governamentais conquistaram várias colinas ao redor de Arak e, avanços também foram feitos a sudeste de Palmira. Em 8 de junho, o Exército Sírio capturou a colina de Dakwah aos rebeldes e alguns montes e a área de Bir Abbasiyah ao EIIL. Enquanto isso, durante o mesmo dia, a USAF atingiu o Exército Sírio operando perto de al-Tanf novamente, enquanto os rebeldes atacaram posições de SAA com foguetes Grad.
Em 9 de junho, as forças do governo avançaram para o leste e estabeleceram posições a cerca de 70 quilómetros a nordeste de al-Tanf, atingindo e protegendo uma parte da fronteira sírio-iraquiana pela primeira vez desde 2015. O avanço também cortou as forças apoiadas pelos EUA da província de Deir ez-Zor. Em 11 de junho, cinco combatentes rebeldes foram mortos pelas forças jordanas, enquanto tentavam retornar à Jordânia.  Em 23 de junho, o Exército Sírio capturou Ard Al-Washash, a Barragem de Al-Waer, a região de Al-Waer e áreas desérticas consideráveis, chegando a 25 km da estação de bombeamento T2. Em 26 de junho, a área de Bi'r al-Duliayat foi capturada pelo EAS ao EIIL.

### Exército Sírio avança em direcção aAl-Sukhnahe para a província deDeir ez-Zor
Em 13 de junho, o Exército Sírio capturou a cidade de Arak e os Campos de Gás de Arak. Mais tarde, naquele dia, grande parte da 103.ª Brigada da Guarda Republicana, vinda de Latakia, estacionou na área, para participar de uma ofensiva em larga escala para quebrar o cerco do EIIL da cidade de Deir ez-Zor. No dia seguinte, o Exército Sírio capturou o cruzamento de Arak, que inclui a estação de bombeamento T3, bem como a área de Talilah.
Em 18 de junho, o Exército Sírio cortou a estrada entre as cidades de Al-Qaim para Al-Sukhnah, controlada pelo EIIL, e, assim, entrou na região de Deir ez-Zor, pelo sul, enquanto capturava grandes partes do deserto sírio ao EIIL. Enquanto isso, as bases da Força Aeroespacial do Exército dos Guardiões da Revolução Islâmica no oeste do Irão dispararam seis mísseis de médio alcance de superfície contra as forças do EIIL na região de Deir ez-Zor. Foi oficialmente anunciado como uma resposta aos ataques terroristas em Teerão no início desse mês.
Em 19 de junho, os combatentes do EIIL alegadamente atacaram um campo militar controlado pelo Comando do Exército Revolucionário, resultando na captura e posterior execução de oito rebeldes. No dia seguinte, um F-15E da USAF derrubou um UCAV pró-governo Shahed-129 ao aproximar-se da zona de exclusão de 55 quilómetros ao redor da base da Coligação em Al-Tanf. Em 21 de junho, o EAS atacou a área de Bir Qassab, controlada pelo ELS, a 75 quilómetros a sudeste de Damasco, eventualmente capturando-o.
Em 22 de junho, o Exército Sírio informou que havia chegado a 20 km de Al-Sukhnah. Dois dias depois, as forças pró-governamentais apoderaram-se da estação de gasolina de Arak enquanto continuavam avançando em direcção a Deir ez-Zor.
Em 26 de junho, as forças governamentais fizeram avanços significativos em direcção a Abu Kamal, e, durante os próximos dois dias, capturaram mais território do EIIL na região oriental de Homs. A resistência do EIIL foi intensa, no entanto, e as forças do governo sofreram inúmeras vítimas, incluindo o major-general Fuad Khaddour. Enquanto isso, os grupos do ELS continuaram a atacar os postos avançados do governo no deserto. Durante o primeiro dia de julho, o EAS continuou a avançar sobre o deserto sírio, capturando duas colinas com vista para Hamimah.
No dia 6 de julho, após dois dias de combates, as forças pró-governo avançaram 10 quilómetros, chegando a 15 quilómetros de Al-Sukhnah. 35 jihadistas do EIIL e 22 combatentes pró-governo foram mortos durante os confrontos. No dia 9 de julho, combatentes do EIIL atravessaram a colina de Al-Mashirfah, perto da cidade de Jubb Al-Jarrah, afirmando que mataram 20 soldados do EAS. No dia seguinte, o exército sírio avançou em direcção a Sukhnah, capturando a maior parte da cordilheira montanhosa al-Qalilat, a noroeste do campo de gás de Al-Hail, afirmando que mataram mais de 20 combatentes do EIIL.
Em 11 de julho, o campo de gás de Al-Hail foi capturado pelo Exército Sírio.

### Avanços do EAS nas províncias deSueidaeZona Rural de Damasco
Em 10 de julho, as forças pró-governamentais iniciaram a segunda fase da Operação "Grande Amanhecer", lançando um assalto contra as posições dos rebeldes a leste da base aérea de Khalkhalah, capturando a colina de Tal al-Asfar junto a várias colinas menores com vista para a aldeia de Al-Asfar. Ao mesmo tempo, outro ataque foi lançado em posições rebeldes nas províncias de Sueida e Zona Rural de Damasco, perto da base aérea de Al-Seen. Durante o primeiro dia do novo ataque, as forças do governo capturaram 3.000 quilómetros quadrados de território dos rebeldes. Ao longo dos próximos dias, até o dia 13 de julho, o Exército Sírio e seus aliados capturaram mais 200 quilómetros quadrados, chegando a 20 km de completarem o cerco de uma grande área semi-deserta montanhosa controlada pelos rebeldes a leste das províncias de Sueida e Zona Rural de Damasco.

Após um cessar-fogo com a ELS na região sudoeste síria de Badia, negociado pela Rússia e pelos Estados Unidos, as forças do governo começaram a se transferir para o leste de Palmira para uma nova ofensiva.